# Attalea plowmanii
Attalea plowmanii är en enhjärtbladig växtart som först beskrevs av Sidney Frederick Glassman, och fick sitt nu gällande namn av Scott Zona. Attalea plowmanii ingår i släktet Attalea och familjen Arecaceae. Inga underarter finns listade i Catalogue of Life.